# 格雷姆塞
格雷姆塞（法語：Grémecey，法語發音：[ɡʁemsɛ]）是法国摩泽尔省的一个市镇，属于萨尔堡-萨兰堡区。

## 地理
格雷姆塞（48°48'0"N, 6°24'20"E）面积9.04 平方千米，位于法国大東部大區摩泽尔省，该省份为法国东北部内陆省份，是洛林的一部分，西南接默尔特-摩泽尔省，东临下莱茵省，北与卢森堡和德国接壤。
与格雷姆塞接壤的市镇（或旧市镇、城区）包括：阿蒂隆库尔、比永库尔、尚布雷、索尔努瓦地区弗雷斯内、雅洛库尔、佩通库尔。

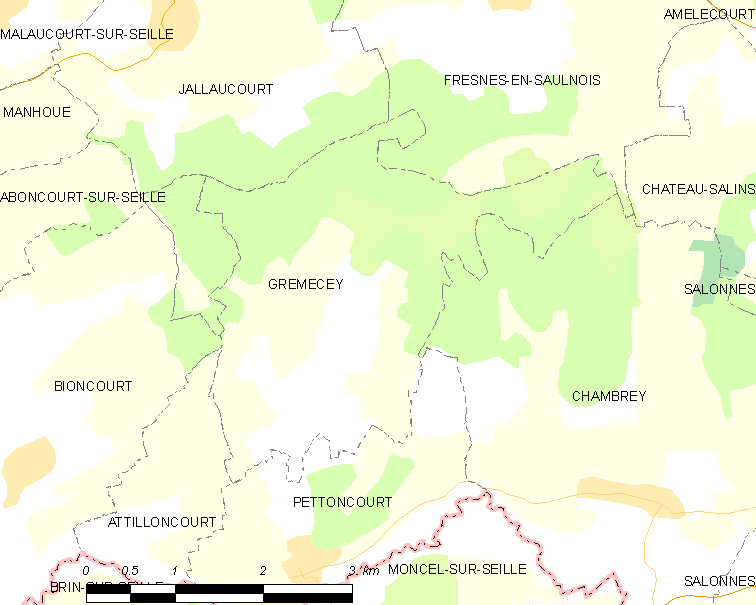
格雷姆塞的OSM定位图

格雷姆塞的时区为UTC+01:00、UTC+02:00（夏令时）。

## 行政
格雷姆塞的邮政编码为57170，INSEE市镇编码为57257。

## 政治
格雷姆塞所属的省级选区为索努瓦县。

## 人口

1962-2008年间格雷姆塞人口变化图示

格雷姆塞于2022年1月1日时的人口数量为100人。